# Саппинен, Рауно
Рауно Саппинен (эст. Rauno Sappinen; род. 23 января 1996, Таллин, Эстония) — эстонский футболист, нападающий клуба «Хапоэль» (Иерусалим) и сборной Эстонии.

## Клубная карьера
Рауно является воспитанником любительского клуба «Мустамяэ» и таллинской «Флоры», в системе которой он занимался с 2005 года. В 2012 году Рауно выступал за третью клубную команду, а также впервые появлялся в матчах дублирующего состава. Его дебют за первую команду «Флоры» состоялся 2 марта 2013 года в матче против клуба «Калев». В скором времени Рауно стал одним из ключевых футболистов «кактусов». В 2015 году он был признан лучшим молодым футболистом Эстонии. В 2017 году Рауно стал лучшим бомбардиром эстонского чемпионата (совместно с Альбертом Проса, оба забили по 27 голов).
В 2018—2019 годах играл на правах аренды за клубы второго дивизиона Бельгии «Беерсхот», второго дивизиона Нидерландов «Ден Босх» и высшего дивизиона Словении «Домжале».
В 2020 году вернулся в «Флору», с которой завоевал все национальные титулы — чемпионат, Кубок и Суперкубок Эстонии 2020 года, а также стал лучшим снайпером чемпионата (26 голов).

## Карьера в сборной
Рауно выступал за юношеские и молодёжные сборные Эстонии. Его дебют за национальную сборную Эстонии состоялся 11 ноября 2015 года в матче против сборной Грузии. По состоянию на декабрь 2017 года по данным эстонской федерации футбола провел 16 игр и забил 2 гола.

## Достижения

### В сборной
- Обладатель Кубка Балтии по футболу: 2020

### Командные
- Чемпион Эстонии (3): 2015, 2017, 2020
- Обладатель кубка Эстонии (2): 2014, 2020
- Обладатель суперкубка Эстонии (2): 2016, 2020, 2021

### Личные
- Футболист года в Эстонии (2): 2020[8], 2021[9][10]
- Лучший молодой футболист Эстонии (1): 2015
- Лучший бомбардир чемпионата Эстонии (2): 2017[11], 2020
- Обладатель приза ЭФС «Серебряный мяч» (1): 2020[12]

## Статистика выступлений

### Клубная статистика
| Клуб         | Сезон        | Чемпионат    | Чемпионат | Чемпионат | Кубок | Кубок | Еврокубки | Еврокубки | Другое | Другое | Итог | Итог |
| Клуб         | Сезон        | Дивизия      | Игры      | Голы      | Игры  | Голы  | Игры      | Голы      | Игры   | Голы   | Игры | Голы |
| ------------ | ------------ | ------------ | --------- | --------- | ----- | ----- | --------- | --------- | ------ | ------ | ---- | ---- |
| Флора III    | 2012         | Вторая лига  | 12        | 9         | 0     | 0     | —         | —         | —      | —      | 12   | 9    |
| Флора-2      | 2012         | Первая лига  | 10        | 1         | 2     | 0     | —         | —         | —      | —      | 12   | 1    |
| Флора-2      | 2013         | Первая лига  | 8         | 0         | 0     | 0     | —         | —         | —      | —      | 8    | 0    |
| Флора-2      | 2014         | Первая лига  | 14        | 5         | 0     | 0     | —         | —         | —      | —      | 14   | 5    |
| Флора-2      | Итого        | Итого        | 32        | 6         | 2     | 0     | —         | —         | —      | —      | 34   | 6    |
| Флора        | 2013         | Премиум Лига | 23        | 5         | 5     | 0     | 1         | 0         | 0      | 0      | 29   | 5    |
| Флора        | 2014         | Премиум Лига | 12        | 2         | 3     | 4     | —         | —         | 1      | 0      | 16   | 6    |
| Флора        | 2015         | Премиум Лига | 32        | 16        | 3     | 2     | 2         | 0         | 0      | 0      | 37   | 18   |
| Флора        | 2016         | Премиум Лига | 32        | 19        | 6     | 3     | 2         | 1         | 1      | 1      | 41   | 24   |
| Флора        | 2017         | Премиум Лига | 35        | 27        | 1     | 0     | 2         | 0         | 1      | 0      | 39   | 27   |
| Флора        | Итого        | Итого        | 134       | 69        | 18    | 9     | 7         | 1         | 3      | 1      | 162  | 80   |
| Итог карьеры | Итог карьеры | Итог карьеры | 178       | 84        | 20    | 9     | 7         | 1         | 3      | 1      | 208  | 95   |

### Статистика в сборной
| Сборная         | Сезон | Матчи | Голы |
| --------------- | ----- | ----- | ---- |
| Сборная Эстонии |       |       |      |
| 2015            | 2     | 0     |      |
| 2016            | 9     | 1     |      |
| 2017            | 5     | 1     |      |
| Итого           | Итого | 16    | 2    |

| Голы Рауно Саппинен за сборную Эстонии | Голы Рауно Саппинен за сборную Эстонии | Голы Рауно Саппинен за сборную Эстонии | Голы Рауно Саппинен за сборную Эстонии | Голы Рауно Саппинен за сборную Эстонии | Голы Рауно Саппинен за сборную Эстонии |
| -------------------------------------- | -------------------------------------- | -------------------------------------- | -------------------------------------- | -------------------------------------- | -------------------------------------- |
| №                                      | Дата                                   | Соперник                               | Счёт                                   | Голы Лутс                              | Соревнование                           |
| 1                                      | 19 ноября 2016 года                    | Сент-Китс и Невис                      | 1 : 1                                  | 1                                      | Товарищеский матч                      |
| 2                                      | 12 ноября 2017 года                    | Мальта                                 | 3 : 0                                  | 1                                      | Товарищеский матч                      |